# الرشيدية (المالكية)
الرشيدية قرية سورية تتبع ناحية مركز المالكية في منطقة المالكية التابعة لمحافظة الحسكة. بلغ عدد سكانها 320 نسمة عام 2004.
تقع في أقصى شمال شرق سورية على بعد 11 كم إلى الغرب من نهر دجلة ومن نقطة الحدود الثلاثية بين العراق وسورية وتركيا. تقع على بعد 9 كم تقريبا إلى الجنوب الشرقي من مدينة المالكية.